# Летучие рыбы

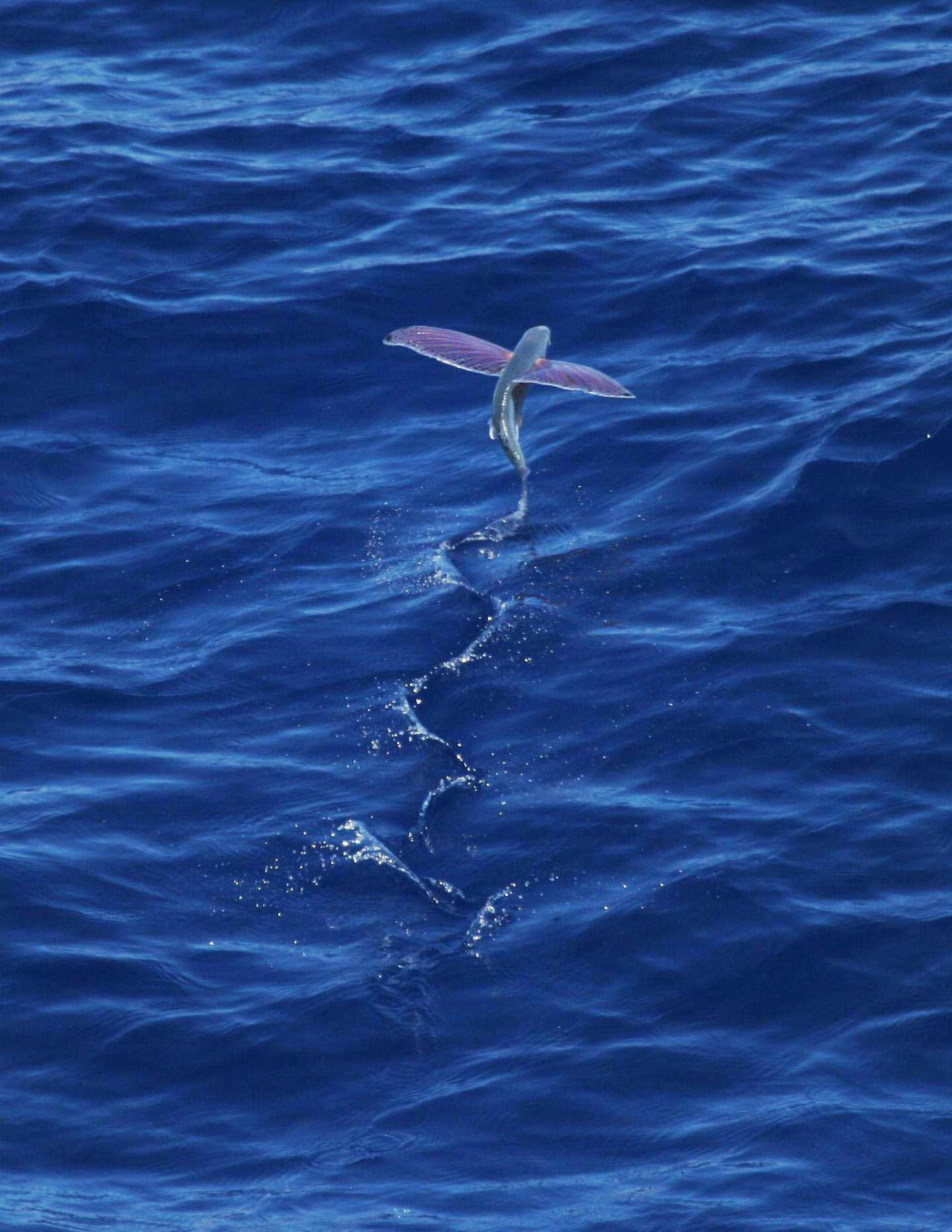
«Взлетающая» летучая рыба

Летучие рыбы, или двукрыловые (лат. Exocoetidae) — семейство морских лучепёрых рыб отряда сарганообразных, в состав которого включают 69 видов, сгруппированных в 7 родов. Отличительной особенностью рыб является их необычно большие грудные плавники, позволяющие рыбам выпрыгивать из воды и осуществлять непродолжительный планирующий полёт.

## Описание
Тело вытянутое, с широкими высокорасположенными грудными плавниками. Длина тела от 15 до 40—50 см (Cheilopogon pinnatibarbatus). Окраска серо-голубая, без заметных поперечных тёмных полос. Спинка более тёмная. Грудные плавники у различных видов могут быть прозрачными, синими, зелёными, коричневыми, с пёстрыми пятнами или полосами.
Рыло тупое, исключение — Fodiator acutus. Зубы только на челюстях. Второй луч грудных плавников примерно до середины раздвоен. Спинной плавник сильно отодвинут назад, обычно с 12—14 лучами. Анальный плавник состоит из 8—10 лучей. Нижняя лопасть хвостового плавника удлинена. Длинные брюшные плавники с 6 лучами. Плавательный пузырь без воздушного протока к передней кишке.

## Ареал
Распространены преимущественно в тропиках и субтропиках. Область распространения ограничена водами с температурой 20 °C.
В Индо-Тихоокеанской области обитает более 40 видов. В восточной части Тихого океана около 20 видов, в Атлантическом океане 16 видов.
В Красном море обитает 7 видов летучих рыб, в Средиземном — 4. В летнее время ряд видов может мигрировать на север, заплывая в Ла-Манш и до южных берегов Норвегии и Дании. В дальневосточных водах, в заливе Петра Великого, неоднократно ловился Cheilopogon doederleinii.

## Образ жизни
Держатся в маленьких стайках, чаще под водной поверхностью. Имеются виды, встречающиеся исключительно в прибрежной зоне, другие же могут обитать в открытом океане, возвращаясь к побережью для нереста; третьи постоянно обитают в открытом океане. Питаются планктоном, мелкими ракообразными, крылоногими моллюсками и личинками рыб. Ночью летучие рыбы привлекаются светом.

## Полёт
При опасности, иногда и без видимых на то причин, выполняют скользящий парящий полёт: при помощи сильных ударов хвостом они быстро выскакивают из воды и парят по воздуху, используя свои широкие грудные плавники. Способность к парящему полёту выражена у разных видов в неодинаковой степени и зависит от размера рыбы и количества плавников для полёта.
Эволюция полета в пределах семейства происходила, очевидно, в двух направлениях. Одно из них привело к образованию летучих рыб, использующих при полете только грудные плавники (типичный представитель — Exocoetus volitans).
Другое направление представлено летучими рыбами (4 рода и около 50 видов), использующими для полёта как увеличенные грудные, так и брюшные плавники. Также приспособление к полету отразилось и в строении хвостового плавника, лучи которого жестко соединены между собой и нижняя лопасть больше верхней; в развитии крупного плавательного пузыря, продолжающегося под позвоночником до самого хвоста.

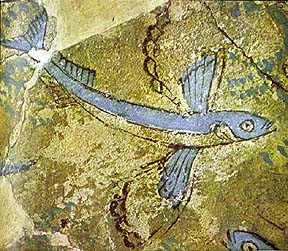
Фреска «Летающая рыба» Милоса из Филакопи, 1600—1500 гг. до н. э.

Дальность полёта у видов с короткими грудными плавниками меньше, чем у видов с длинными плавниками. Виды, использующие для парения только грудные плавники, летают хуже видов, использующих для полёта не только грудные, но и брюшные плавники. Рыбы могут изменять угол наклона плавников, влияя на направление полёта. Взлетев под углом 30—45 градусов к поверхности воды, с начальной скоростью, увеличивающейся от 30-35 до 80 км/час, рыбы планируют по воздуху, постепенно снижаясь обратно к воде.
Высота полёта может достигать 5 м.
В большинстве случаев дальность парящего полёта — около 50 м, но эти рыбы способны использовать потоки воздуха над водой, увеличивая дальность полёта до 400 м.
Нередки случаи, когда они врезаются в борт судна или падают на палубу. Во время плавания «Кон-Тики» был зафиксирован случай, когда летучая рыба сбила с ног одного из членов экипажа.

## Размножение
Диаметр икринок 0,5—0,8 мм, они красно-оранжевого цвета. Икру прикрепляют к водорослям, принесённым с материка веткам и плодам наземных растений, кокосовым орехам, перьям птиц, прочему плавучему мусору.

## Использование в кулинарии
Летучие рыбы обладают вкусным мясом и во многих странах являются объектом промышленного рыболовства.
На островах Полинезии их ловят обычно ночью, привлекая к лодкам светом.
В Индии промысел ведётся во время нереста. Наибольшее промысловое значение летучие рыбы имеют в Японии, где их промысел составляет 50 % от всего улова.
Икра летучих рыб известна под японским названием «тобико» и широко используется в суши и других блюдах японской кухни.

## Классификация
В семействе летучих рыб 4 подсемейства с 7 родами и 71 видами:
- Подсемейство Fodiatorinae
  - Род Fodiator Jordan & Meek, 1885 — Фодиаторы[7]
    - Fodiator acutus (Valenciennes, 1847) — Фодиатор, или малая летучка, или атлантическая длиннорылая летучка, или длиннорылая летучая рыба[7]
    - Fodiator rostratus (Günther, 1866)
- Подсемейство Parexocoetinae
  - Род Parexocoetus  Bleeker, 1866 — Короткокрылы[7]
    - Parexocoetus brachypterus (Richardson, 1846)  — Азиатско-американский короткокрыл[7]
    - Parexocoetus hillianus (Gosse, 1851)
    - Parexocoetus mento (Valenciennes in Cuvier & Valenciennes, 1847) — Евразийский короткокрыл[7]
- Подсемейство Exocoetinae
  - Род Exocoetus Linnaeus, 1758 — Двукрылы[7]
    - Exocoetus gibbosus Parin & Shakhovskoy, 2000
    - Exocoetus monocirrhus Richardson, 1846  — Усатый двукрыл[7]
    - Exocoetus obtusirostris Günther, 1866 — Короткокрылый двукрыл[7]
    - Exocoetus peruvianus Parin & Shakhovskoy, 2000
    - Exocoetus volitans Linnaeus, 1758  — Голубая, или двукрылая, летучая рыба[7]
- Подсемейство Cypselurinae
  - Род Cheilopogon  Lowe, 1841 — Длиннокрылы[7]
    - Cheilopogon abei Parin, 1996
    - Cheilopogon agoo (Temminck & Schlegel, 1846) — Японская летучая рыба, или дальневосточный длиннокрыл[7]
    - Cheilopogon antoncichi (Woods & Schultz, 1953)
    - Cheilopogon arcticeps (Günther, 1866)
    - Cheilopogon atrisignis (Jenkins, 1903)
    - Cheilopogon cyanopterus (Valenciennes, 1847) — Зеленопёрая летучая рыба[7]
    - Cheilopogon doederleinii (Steindachner, 1887)
    - Cheilopogon dorsomacula (Fowler, 1944)
    - Cheilopogon exsiliens (Linnaeus, 1771)
    - Cheilopogon furcatus (Mitchill, 1815) — Вилохвостый длиннокрыл, или пятнистокрылая летучая рыба[7]
    - Cheilopogon heterurus (Rafinesque, 1810) — Разнохвостый длиннокрыл, или северная летучая рыба[7]
    - Cheilopogon hubbsi (Parin, 1961)
    - Cheilopogon intermedius Parin, 1961
    - Cheilopogon katoptron (Bleeker, 1866)
    - Cheilopogon melanurus (Valenciennes, 1847)
    - Cheilopogon milleri (Gibbs & Staiger, 1970)
    - Cheilopogon nigricans (Bennett, 1840)
    - Cheilopogon papilio (Clark, 1936)
    - Cheilopogon pinnatibarbatus (Bennett, 1831)
    - Cheilopogon pitcairnensis (Nichols & Breder, 1935)
    - Cheilopogon rapanouiensis Parin, 1961
    - Cheilopogon simus (Valenciennes, 1847)
    - Cheilopogon spilonotopterus (Bleeker, 1866)
    - Cheilopogon spilopterus (Valenciennes, 1847)
    - Cheilopogon suttoni (Whitley & Colefax, 1938)
    - Cheilopogon unicolor (Valenciennes, 1847)
    - Cheilopogon ventralis (Nichols & Breder, 1935)
    - Cheilopogon xenopterus (Gilbert, 1890)

  - Род Cypselurus Swainson, 1838 — Стрижехвосты[7]
    - Cypselurus angusticeps Nichols & Breder, 1935
    - Cypselurus callopterus (Günther, 1866)
    - Cypselurus comatus (Mitchill, 1815) — Антильский стрижехвост[7]
    - Cypselurus hexazona (Bleeker, 1853)
    - Cypselurus hiraii Abe, 1953
    - Cypselurus naresii (Günther, 1889) — Стрижехвост-фараон[7]
    - Cypselurus oligolepis (Bleeker, 1866) — Индокитайский стрижехвост[7]
    - Cypselurus opisthopus (Bleeker, 1866)
    - Cypselurus poecilopterus (Valenciennes, 1847) — Пятнистый стрижехвост[7]
    - Cypselurus starksi Abe, 1953

  - Род Hirundichthys Breder, 1928 — Ласточкокрылы[7]
    - Hirundichthys affinis (Günther, 1866) — Обыкновенный ласточкокрыл[7]
    - Hirundichthys albimaculatus (Fowler, 1934) — Белопятнистый данихт, или белопятнистый ласточкокрыл[7]
    - Hirundichthys coromandelensis (Hornell, 1923) — Индийский ласточкокрыл[7]
    - Hirundichthys ilma (Clarke, 1899)
    - Hirundichthys marginatus (Nichols & Breder, 1928)
    - Hirundichthys oxycephalus (Bleeker, 1852) — Малоголовый ласточкокрыл[7]
    - Hirundichthys rondeletii (Valenciennes in Cuvier & Valenciennes, 1847) — Круглый данихт, или ласточкокрыл Ронделета[7]
    - Hirundichthys socotranus (Steindachner, 1902)
    - Hirundichthys speculiger (Valenciennes in Cuvier & Valenciennes, 1847) — Зеркальный ласточкокрыл[7]

  - Род Prognichthys Breder, 1928 — Летучие рыбы-прогнихты[7]
    - Prognichthys brevipinnis (Valenciennes in Cuvier & Valenciennes, 1847) — Короткорылая летучая рыба[7]
    - Prognichthys gibbifrons (Valenciennes in Cuvier & Valenciennes, 1847)
    - Prognichthys glaphyrae (Parin, 1999)
    - Prognichthys occidentalis (Parin, 1999)
    - Prognichthys sealei (Abe, 1955) — Летучая рыба-моряк[7]
    - Prognichthys tringa (Breder, 1928)